# مادولیکس (تگزاس)
مادولیکس، تگزاس (به انگلیسی: Meadowlakes, Texas) یک شهر در ایالات متحده آمریکا با جمعیت ۱٬۲۹۳ نفر است که در تگزاس واقع شده‌است.

## موقعیت جغرافیایی
موقعیت جغرافیایی شهرها و مناطق اطراف به شرح زیر است: